# تلمبه رحیم‌پور
تلمبه رحیم‌پور یک منطقهٔ مسکونی در ایران است که در دهستان ارزوئیه واقع شده‌است. تلمبه رحیم‌پور ۱۳۱ نفر جمعیت دارد.